# Aitanic
Aitanic è un film del 2000 diretto e interpretato da Nino D'Angelo.
La pellicola è una parodia del film Titanic (1997).

## Trama
La commedia, ambientata a Napoli, narra le vicende incrociate di una famiglia partenopea con forti problemi economici, di un uomo disoccupato (Leonardo di Capri) abbandonato dalla moglie, e di Giulia Roberti insieme ad un industriale milanese. Gaetano, detto Aitano, ruba uno sgangherato traghetto ormai in disuso. Aitano ha il problema di mettere insieme pranzo e cena per sé e per la famiglia e il traghetto può essere la sua grande occasione: può attrezzarsi per offrire abusivamente un servizio sostitutivo ai vacanzieri.
È infatti scontato che prima o poi qualche sciopero lascerà tutti a piedi. L'occasione non tarda a capitare, e sul traghetto per Capri si imbarca una folla di persone variegata e composita. Oltre ai turisti c'è infatti una bella fetta di umanità popolare, con il continuo contrapporsi di ricchi turisti settentrionali e di meridionali poveri. Tra gli altri c'è Leonardo Di Capri, fioraio abusivo del cimitero di Napoli, che va nell'isola deluso dopo aver perso il lavoro e la causa d'affidamento del figlio piccolo che è con lui; c'è Giulia, prostituta d'alto bordo, al seguito del cliente del momento, Riccardo, un industriale milanese poco contento di trovarsi al sud, che tuttavia cerca di vendere panettoni scaduti ad un onorevole dell'isola; c'è infine Neon, un cantante neomelodico di scarsa bravura, che con il suo manager ingaggia una troupe televisiva e delle finte fan per cercare di ottenere successo mediante questo ed altri stratagemmi di stampo camorristico.
Le vicende di questi personaggi procedono separate, fino a quando Giulia legge per caso la lettera di Leonardo, deciso a suicidarsi. Lo raggiunge, lo rincuora, poi trova la forza per smascherare Riccardo e denunciarlo al maresciallo dei Carabinieri Cocca, che lo arresta. Quindi il traghetto va a sbattere contro i faraglioni di Capri e sta per inabissarsi, ma Aitano e la sua famiglia riescono a mettere in salvo le persone presenti sul traghetto. Si scopre che Aitano aveva escogitato tutto per guadagnare soldi senza dover accompagnare i turisti a Capri. Sceso dalla nave, Aitano viene arrestato dal maresciallo Cocca non per il furto del traghetto, ma per aver mandato a fondo il faraglione. Alla fine, Neon riesce a pagare i propri debiti verso il creditore Gegè lavorando, mentre Leonardo e Giulia si sposano felicemente.